# Jorge Mendonça (football, 1938)
Pour les articles homonymes, voir Mendonça.
Jorge Alberto Mendonça Paulino, plus communément appelé Jorge Mendonça, est un footballeur portugais et angolais né le 19 septembre 1938 à Luanda. Il évoluait au poste d'attaquant.

## Biographie
Il est le frère de Manuel Mendonça et de Fernando Mendonça, aussi footballeurs portugais.

### En tant que joueur
Il évolue principalement en Espagne, notamment à l'Atlético Madrid où il passe 9 saisons.
Il y remporte la Coupe d'Europe des vainqueurs de coupe de football 1961-1962, inscrivant un but lors de la finale.
Avec le FC Barcelone, il dispute la finale perdue de la Coupe d'Europe des vainqueurs de coupe de football 1968-1969.

## Carrière
- 1956-1958 :  Sporting Braga
- 1958 :  Deportivo La Corogne
- 1958-1967 :  Atlético Madrid
- 1967-1969 :  FC Barcelone
- 1969-1970 :  RCD Majorque[1],[2]

## Palmarès
Avec l'Atlético Madrid :
- Vainqueur de la Coupe des coupes en 1962
- Champion d'Espagne en 1966
- Vainqueur de la Coupe d’Espagne en 1960, 1961, et 1965

Avec le FC Barcelone :
- Vainqueur de la Coupe d’Espagne en 1968